# Tschammerpokal 1941
La 1941 Tschammerpokal fu la 7ª edizione della coppa. Anche il secondo torneo nazionale, come già il campionato, fu strutturato come una continuazione delle competizioni a livello di Gau, compresi quelli di Alsazia, Lussemburgo, Austria, Boemia e Polonia. Quattro scaglioni da 64 squadre si contesero il trofeo che si assegnò in una fase finale composta da sei turni. Nella finale giocata il 2 novembre 1941 nello Olympiastadion di Berlino il Dresdner SC sconfisse 2-1 lo FC Schalke 04.

## 1º turno
| 8 luglio 1941                     |            |                       |       |
| Rapid Vienna                      | 4 – 3      | Wien                  |       |
| 10 luglio 1941                    |            |                       |       |
| Austria Vienna                    | 6 – 2      | Wacker                |       |
| 12 luglio 1941                    |            |                       |       |
| Holstein Kiel                     | 2 – 1      | Amburgo               |       |
| Waldhof Mannheim                  | 2 – 1      | SpVgg Sandhofen       |       |
| Jahn Ratisbona                    | 2 – 6      | Monaco 1860           |       |
| TSV Schwaben Augsburg             | 0 – 7      | Norimberga            |       |
| SV Prussia Samland Königsberg     | 3 – 8      | Königsberger STV      |       |
| VfB Königsberg                    | a tavolino | Polizei SV Tilsit     |       |
| Preußen Danzica                   | 2 – 4      | Viktoria Stolp        |       |
| Hubertus Kolberg                  | 2 – 3      | LSV Kamp-Köslin       |       |
| LSV Stettin                       | 0 – 6      | TeBe Berlino          |       |
| Hertha Berlino                    | 1 – 2      | Blau-Weiß Berlin      |       |
| Vorwärts Gleiwitz                 | 7 – 2      | DTSG Krakau           |       |
| Breslauer SpVgg 02                | 3 – 2      | Germania Königshütte  |       |
| Dresdner Sportfreunde 01          | 0 – 2      | PSV Chemnitz          |       |
| LSV Nordhausen                    | 2 – 4      | 1. SV Jena            |       |
| Eimsbütteler TV                   | 1 – 2      | Werder Brema          |       |
| Eintracht Braunschweig            | 1 – 3      | Hannover 96           |       |
| SV Linden 07                      | 6 – 5      | Wilhelmsburger FV     | (dts) |
| Rot-Weiss Essen                   | 1 – 2      | Schalke 04            | (dts) |
| Westende Hamborn                  | 0 – 0      | TuS Helene Altenessen | (dts) |
| TuS Duisburg 48/99                | 0 – 1      | Schwarz-Weiß Essen    |       |
| SV Victoria 1911 Köln             | 1 – 01     | Fortuna Köln          |       |
| Reichsbahn TSV Rot-Weiß Frankfurt | 1 – 12     | VfL 99 Köln           |       |
| SV Kurhessen Kassel               | 0 – 4      | BC Sport Kassel       |       |
| Borussia Fulda                    | 9 – 6      | Kickers Offenbach     |       |
| 1. FC Rheinfelden                 | 0 – 2      | Mulhouse              |       |
| Metz                              | 4 – 0      | VfL Neckarau          |       |
| Kickers Stoccarda                 | 17 – 0     | VfB Knielingen        |       |
| SpVgg Fürth                       | 7 – 0      | Stuttgarter SC        |       |
| NSTG Praga                        | 1 – 2      | Admira Vienna         |       |
| 20 luglio 1941                    |            |                       |       |
| LSV Wurzen                        | 1 – 4      | Dresdner SC           |       |

1 Match sospeso dopo 40 minuti a causa di un acquazzone.
2 Partita interrotta dopo 74 minuti per il pericolo di un raid aereo.

### Ripetizioni
| 20 luglio 1941                    |       |                    |
| TuS Helene Altenessen             | 2 – 4 | Westende Hamborn   |
| Reichsbahn TSV Rot-Weiß Frankfurt | 3 – 0 | VfL 99 Köln        |
| 27 luglio 1941                    |       |                    |
| SV Victoria 1911 Köln             | 0 – 4 | Fortuna Düsseldorf |

## 2º turno
| 2 agosto 1941        |       |                                   |       |
| TeBe Berlino         | 2 – 3 | Blau-Weiß Berlin                  |       |
| 3 agosto 1941        |       |                                   |       |
| Königsberger STV     | 0 – 7 | VfB Königsberg                    |       |
| Vorwärts Gleiwitz    | 6 – 1 | Breslauer SpVgg 02                |       |
| PSV Chemnitz         | 0 – 3 | Dresdner SC                       |       |
| Viktoria Stolp       | 0 – 3 | LSV Kamp-Köslin                   |       |
| 1. SV Jena           | 5 – 3 | Borussia Fulda                    |       |
| Werder Brema         | 1 – 2 | Holstein Kiel                     |       |
| Hannover 96          | 5 – 1 | SV Linden 07                      |       |
| WKG Westende Hamborn | 1 – 2 | Schwarz-Weiß Essen                |       |
| BC Sport Kassel      | 0 – 3 | SV Waldhof Mannheim               |       |
| Metz                 | 0 – 0 | Reichsbahn TSV Rot-Weiß Frankfurt | (dts) |
| Mulhouse             | 0 – 4 | Kickers Stoccarda                 |       |
| Monaco 1860          | 2 – 5 | Austria Vienna                    |       |
| Rapid Vienna         | 3 – 5 | Admira Vienna                     |       |
| 10 agosto 1941       |       |                                   |       |
| Schalke 04           | 4 – 2 | Fortuna Düsseldorf                |       |
| Norimberga           | 4 – 1 | SpVgg Fürth                       |       |

### Ripetizioni
| 10 agosto 1941                    |       |      |
| Reichsbahn TSV Rot-Weiß Frankfurt | 0 – 2 | Metz |

## 3º turno
| 24 agosto 1941      |       |                   |
| LSV Kamp-Köslin     | 3 – 2 | VfB Königsberg    |
| Holstein Kiel       | 4 – 0 | Blau-Weiß Berlin  |
| Austria Vienna      | 8 – 0 | Vorwärts Gleiwitz |
| Dresdner SC         | 9 – 2 | Hannover 96       |
| SV Waldhof Mannheim | 0 – 1 | Admira Vienna     |
| Kickers Stoccarda   | 4 – 1 | Norimberga        |
| 1. SV Jena          | 3 – 0 | Metz              |
| 31 agosto 1941      |       |                   |
| Schwarz-Weiß Essen  | 1 – 5 | Schalke 04        |

## Quarti di finale
| 21 settembre 1941 |       |                   |
| Holstein Kiel     | 2 – 1 | 1. SV Jena        |
| LSV Kamp-Köslin   | 1 – 4 | Dresdner SC       |
| Admira Vienna     | 5 – 0 | Kickers Stoccarda |
| Schalke 04        | 4 – 1 | Austria Vienna    |

## Semifinali
| 12 ottobre 1941 |       |                |
| Dresdner SC     | 4 – 2 | SK Admira Wien |
| Schalke 04      | 6 – 0 | Holstein Kiel  |

## Finale
| Arbitro: | Helmuth Fink (Francoforte sul Meno) |

|             |           |                        |
| Kuzorra 51’ | Marcatori | Kugler 8’ Carstens 88’ |

| FC GELSENKIRCHEN-SCHALKE 04: |    |                   |
|                              |    |                   |
| GK                           | 1  | Hans Klodt        |
| DF                           | 2  | Hans Bornemann    |
| DF                           | 3  | Otto Schweisfurth |
| MF                           | 4  | Herbert Brudenski |
| MF                           | 5  | Rudi Gellesch     |
| MF                           | 6  | Bernhard Füller   |
| FW                           | 7  | Ernst Kalwitzki   |
| FW                           | 8  | Fritz Szepan      |
| FW                           | 9  | Hermann Eppenhoff |
| FW                           | 10 | Ernst Kuzorra (c) |
| FW                           | 11 | Karl Barufka      |
| Allenatore:                  |    |                   |
| Otto Faist                   |    |                   |

| DRESDNER SC 1898: |    |                  |
|                   |    |                  |
| GK                | 1  | Willibald Kreß   |
| DF                | 2  | Karl Miller      |
| DF                | 3  | Heinz Hempel (c) |
| MF                | 4  | Herbert Pohl     |
| MF                | 5  | Walter Dzur      |
| MF                | 6  | Helmut Schubert  |
| FW                | 7  | Heiner Kugler    |
| FW                | 8  | Heinz Schaffer   |
| FW                | 9  | Richard Hofmann  |
| FW                | 10 | Helmut Schön     |
| FW                | 11 | Gustav Carstens  |
| Allenatore:       |    |                  |
| Georg Köhler      |    |                  |